# Shawn Mendes (album)
Shawn Mendes is het derde studioalbum van de Canadese singer-songwriter Shawn Mendes. Het werd uitgegeven op 25 mei 2018 door Island Records.

## Tracklist
| 1.                 | In My Blood                         | Shawn Mendes, Teddy Geiger, Scott Harris, Geoff Warburton      | Geiger, Mendes                             | 3:31 |
| 2.                 | Nervous                             | Mendes, Harris, Julia Michaels                                 | Geiger, Mendes                             | 2:44 |
| 3.                 | Lost In Japan                       | Mendes, Geiger, Harris, Nathaniel Mercereau                    | Geiger, Mendes, Nate Mercereau, Louis Bell | 3:21 |
| 4.                 | Where Were You in the Morning?      | Mendes, Geiger, Harris, Warburton                              | Geiger, Mendes                             | 3:20 |
| 5.                 | Like to Be You (met Julia Michaels) | Mendes, Michaels, Harris                                       | John Mayer                                 | 2:39 |
| 6.                 | Fallin' All in You                  | Mendes, Ed Sheeran, Johnny McDaid, Fred Gibson, Harris, Geiger | Geiger, Mendes                             | 3:55 |
| 7.                 | Particular Taste                    | Mendes, Ryan Tedder, Zach Skelton                              | Tedder, Skelton, Mendes                    | 2:55 |
| 8.                 | Why                                 | Mendes, Geiger, Harris                                         | Geiger, Mendes                             | 3:58 |
| 9.                 | Because I Had You                   | Mendes, Geiger, Tedder, Harris, Skelton                        | Geiger, Mendes, Tedder                     | 2:22 |
| 10.                | Queen                               | Mendes, Geiger, Harris, Warburton                              | Joel Little, Geiger                        | 3:24 |
| 11.                | Youth (met Khalid)                  | Mendes, Khalid Robinson, Harris, Warburton, Geiger             | Little, Mendes                             | 3:10 |
| 12.                | Mutual                              | Mendes, Geiger, Warburton, Harris, Ian Kirkpatrick             | Geiger, Mendes, Kirkpatrick                | 2:28 |
| 13.                | Perfectly Wrong                     | Mendes, Geiger, Harris, Warburton                              | Geiger, Mendes                             | 3:32 |
| 14.                | When You're Ready                   | Mendes, Harris, Amy Allen, Warburton, Geiger                   | Geiger, Mendes                             | 2:49 |
| Totale duur: 44:08 |                                     |                                                                |                                            |      |

## Hitnoteringen

### NederlandseAlbum Top 100
| Hitnotering: 02-06-2018 t/m 02-02-2019 | Hitnotering: 02-06-2018 t/m 02-02-2019 | Hitnotering: 02-06-2018 t/m 02-02-2019 | Hitnotering: 02-06-2018 t/m 02-02-2019 | Hitnotering: 02-06-2018 t/m 02-02-2019 | Hitnotering: 02-06-2018 t/m 02-02-2019 | Hitnotering: 02-06-2018 t/m 02-02-2019 | Hitnotering: 02-06-2018 t/m 02-02-2019 | Hitnotering: 02-06-2018 t/m 02-02-2019 | Hitnotering: 02-06-2018 t/m 02-02-2019 | Hitnotering: 02-06-2018 t/m 02-02-2019 | Hitnotering: 02-06-2018 t/m 02-02-2019 | Hitnotering: 02-06-2018 t/m 02-02-2019 | Hitnotering: 02-06-2018 t/m 02-02-2019 | Hitnotering: 02-06-2018 t/m 02-02-2019 | Hitnotering: 02-06-2018 t/m 02-02-2019 | Hitnotering: 02-06-2018 t/m 02-02-2019 | Hitnotering: 02-06-2018 t/m 02-02-2019 | Hitnotering: 02-06-2018 t/m 02-02-2019 | Hitnotering: 02-06-2018 t/m 02-02-2019 | Hitnotering: 02-06-2018 t/m 02-02-2019 |
| Week:                                  | 1                                      | 2                                      | 3                                      | 4                                      | 5                                      | 6                                      | 7                                      | 8                                      | 9                                      | 10                                     | 11                                     | 12                                     | 13                                     | 14                                     | 15                                     | 16                                     | 17                                     | 18                                     | 19                                     | 20                                     |
| -------------------------------------- | -------------------------------------- | -------------------------------------- | -------------------------------------- | -------------------------------------- | -------------------------------------- | -------------------------------------- | -------------------------------------- | -------------------------------------- | -------------------------------------- | -------------------------------------- | -------------------------------------- | -------------------------------------- | -------------------------------------- | -------------------------------------- | -------------------------------------- | -------------------------------------- | -------------------------------------- | -------------------------------------- | -------------------------------------- | -------------------------------------- |
| Positie:                               | 1                                      | 1                                      | 1                                      | 3                                      | 3                                      | 7                                      | 6                                      | 10                                     | 10                                     | 11                                     | 12                                     | 13                                     | 13                                     | 15                                     | 19                                     | 20                                     | 19                                     | 23                                     | 20                                     | 22                                     |
| Week:                                  | 21                                     | 22                                     | 23                                     | 24                                     | 25                                     | 26                                     | 27                                     | 28                                     | 29                                     | 30                                     | 31                                     | 32                                     | 33                                     | 34                                     | 35                                     | 36                                     |                                        |                                        |                                        |                                        |
| Positie:                               | 23                                     | 27                                     | 26                                     | 23                                     | 27                                     | 35                                     | 33                                     | 33                                     | 28                                     | 30                                     | 24                                     | 20                                     | 18                                     | 13                                     | 23                                     | 23                                     | uit                                    |                                        |                                        |                                        |

### VlaamseUltratop 200 Albums
| Hitnotering: 02-06-2018 t/m heden | Hitnotering: 02-06-2018 t/m heden | Hitnotering: 02-06-2018 t/m heden | Hitnotering: 02-06-2018 t/m heden | Hitnotering: 02-06-2018 t/m heden | Hitnotering: 02-06-2018 t/m heden | Hitnotering: 02-06-2018 t/m heden | Hitnotering: 02-06-2018 t/m heden | Hitnotering: 02-06-2018 t/m heden | Hitnotering: 02-06-2018 t/m heden | Hitnotering: 02-06-2018 t/m heden | Hitnotering: 02-06-2018 t/m heden | Hitnotering: 02-06-2018 t/m heden | Hitnotering: 02-06-2018 t/m heden | Hitnotering: 02-06-2018 t/m heden | Hitnotering: 02-06-2018 t/m heden | Hitnotering: 02-06-2018 t/m heden | Hitnotering: 02-06-2018 t/m heden | Hitnotering: 02-06-2018 t/m heden | Hitnotering: 02-06-2018 t/m heden | Hitnotering: 02-06-2018 t/m heden |
| Week:                             | 1                                 | 2                                 | 3                                 | 4                                 | 5                                 | 6                                 | 7                                 | 8                                 | 9                                 | 10                                | 11                                | 12                                | 13                                | 14                                | 15                                | 16                                | 17                                | 18                                | 19                                | 20                                |
| --------------------------------- | --------------------------------- | --------------------------------- | --------------------------------- | --------------------------------- | --------------------------------- | --------------------------------- | --------------------------------- | --------------------------------- | --------------------------------- | --------------------------------- | --------------------------------- | --------------------------------- | --------------------------------- | --------------------------------- | --------------------------------- | --------------------------------- | --------------------------------- | --------------------------------- | --------------------------------- | --------------------------------- |
| Positie:                          | 1                                 | 5                                 | 4                                 | 9                                 | 8                                 | 12                                | 13                                | 15                                | 17                                | 18                                | 14                                | 17                                | 21                                | 23                                | 32                                | 34                                | 37                                | 40                                | 40                                | 42                                |
| Week:                             | 21                                | 22                                | 23                                | 24                                | 25                                | 26                                | 27                                | 28                                | 29                                | 30                                | 31                                | 32                                | 33                                | 34                                | 35                                | 36                                | 37                                | 38                                | 39                                | 40                                |
| Positie:                          | 39                                | 48                                | 48                                | 54                                | 54                                | 63                                | 62                                | 66                                | 58                                | 54                                | 44                                | 51                                | 45                                | 31                                | 50                                | 68                                | 68                                | 72                                | 40                                | 43                                |
| Week:                             | 41                                | 42                                | 43                                | 44                                | 45                                | 46                                | 47                                | 48                                | 49                                | 50                                | 51                                | 52                                | 53                                | 54                                | 55                                | 56                                | 57                                |                                   |                                   |                                   |
| Positie:                          | 41                                | 13                                | 15                                | 26                                | 32                                | 47                                | 47                                | 50                                | 52                                | 49                                | 51                                | 33                                | 43                                | 47                                | 46                                | 60                                | 48                                |                                   |                                   |                                   |